# Allocotocera cephasi
Allocotocera cephasi är en tvåvingeart som beskrevs av Tonnoir och Edwards 1927. Allocotocera cephasi ingår i släktet Allocotocera och familjen svampmyggor. Inga underarter finns listade i Catalogue of Life.